# 福岡市立柏原中学校
福岡市立柏原中学校（ふくおかしりつかしはらちゅうがっこう）は、福岡県福岡市南区柏原にある市立中学校。

## 沿革

### 略歴
- 1984年4月 - 福岡市立花畑中学校から分離して開校。

## 通学区域
- 福岡市立柏原小学校の校区
- 福岡市立花畑小学校の校区

## 進学前小学校
- 福岡市立柏原小学校
- 福岡市立花畑小学校

## 校区内の主な施設
- 花畑園芸公園